# 人口统计学

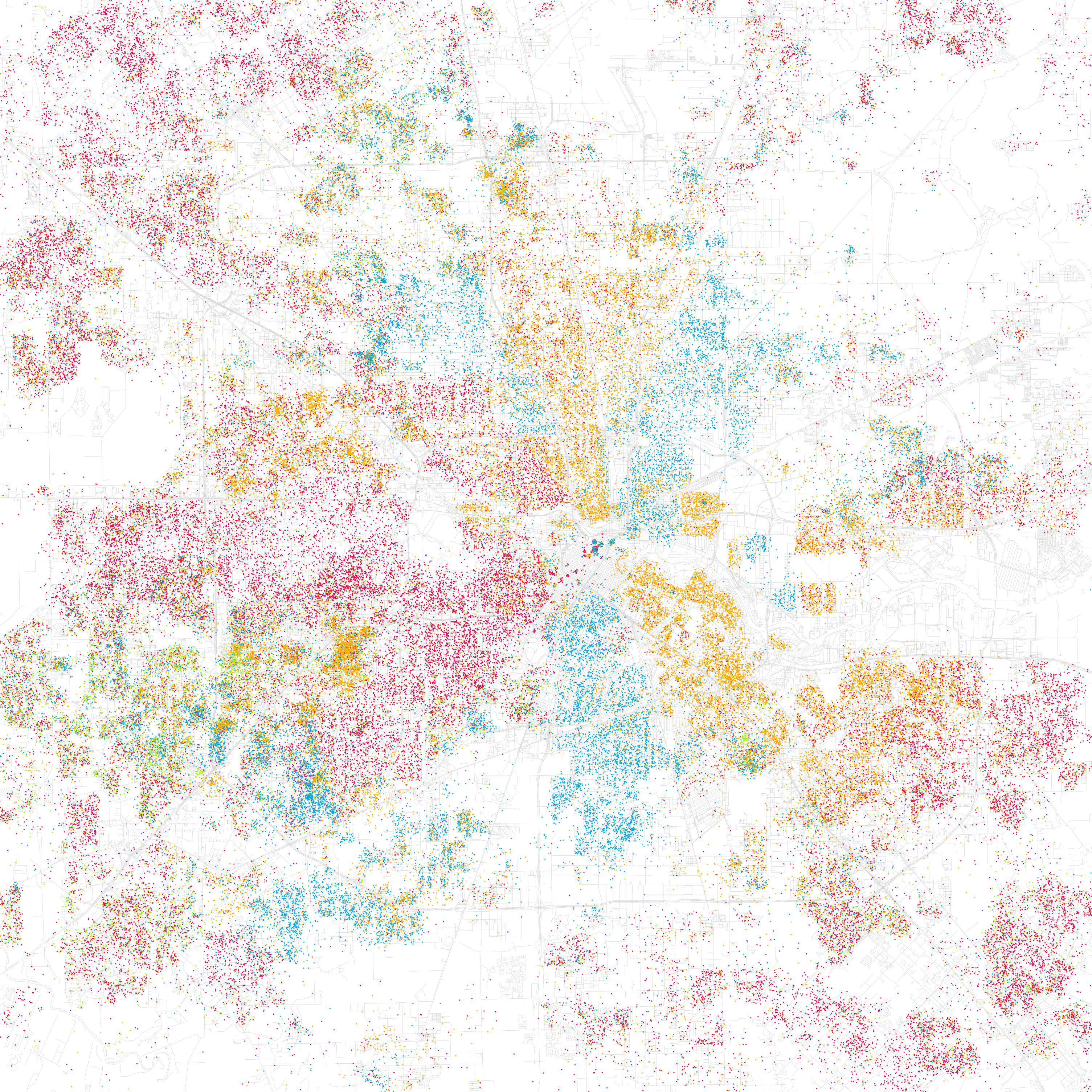
在2000年，美國休斯頓的種族人口分佈圖

人口统计学（英語：demography）用统计学方法，分析人口及其他社會問題，用以解决诸如预期寿命、出生率、死亡率、人口結構（例如年齡、姓別、婚姻狀況）等資料，以推估未來人口移動以及變化等问题 。

## 相關
- 人口学
- 社會科學
- 公共行政
- 人文地理